# Muchomor jadowity

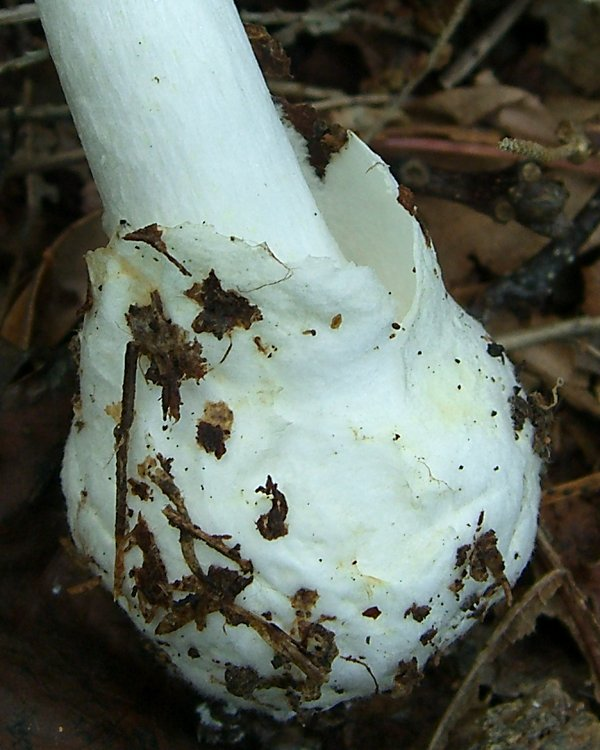
Bulwa muchomora jadowitego

Muchomor jadowity (Amanita virosa Bertill.) – gatunek grzybów należący do rodziny muchomorowatych (Amanitaceae).

## Systematyka i nazewnictwo
Pozycja w klasyfikacji według Index Fungorum: Amanita, Amanitaceae, Agaricales, Agaricomycetidae, Agaricomycetes, Agaricomycotina, Basidiomycota, Fungi.
Po raz pierwszy takson ten zdiagnozował w 1838 r. Elias Fries nadając mu nazwę Agaricus virosus. Obecną, uznaną przez Index Fungorum nazwę nadał mu w 1866 r. Bertillon, przenosząc go do rodzaju Amanita.
Synonimy naukowe:
- Agaricus virosus Fr. 1838 var. virosus
- Amanita virosa (Fr.) Bertill. 1866 f. virosa
- Amanita virosa var. aculeata Voglino 1894
- Amanita virosa var. levipes Neville & Poumarat 2004
- Amanita virosa (Fr.) Bertill. 1866 var. virosa
- Amanitina virosa (Fr.) E.-J. Gilbert 1941

Nazwę polską podali Barbara Gumińska i Władysław Wojewoda w 1968 r.

## Morfologia
Kapelusz
Średnica 6–10 cm, początkowo owalny, później stożkowato dzwonkowaty, na koniec lekko wypukły. Powierzchnia kapelusza gładka, sucha i jedwabista, podczas wilgotnej pogody lepka. Kolor biały i tylko na wierzchołku bladożółty. Z wiekiem może żółknąć. Na powierzchni czasami posiada nieregularne duże łatki, czasami jest bez łatek.
Blaszki
Białe, gęsto ustawione, czasami mają postrzępione brzegi. Przy trzonie wolne.
Trzon
Wysokość: 8–12 cm, grubość 1–2 cm, kształt cylindryczny w górze zwężony, z bulwiastą podstawą. Z wiekiem staje się wysmukły. Powierzchnia z dużymi włóknistymi łuskami. Na trzonie pierścień, który jednak u starych okazów może zanikać. Bulwiasta nasada trzonu ma wyraźną, strzępiastą pochwę.
Miąższ
Biały, kruchy, nie zmienia koloru po przełamaniu. Smak łagodny, zapach nieprzyjemny, duszący.
Wysyp zarodników
Biały. Zarodniki gładkie, kuliste, o rozmiarach 7–10 μm.

## Występowanie i siedlisko
Amanita virosa opisana przez Eliasa Friesa pochodziła ze Szwecji. Jest znana z Europy oraz Azji Wschodniej, gdzie jej występowanie potwierdziły testy genetyczne (np. w prowincji Jilin, Chiny). Mimo to nazwa Amanita virosa jest niejednokrotnie niewłaściwie stosowana do różnych gatunków występujących na tamtym obszarze, takich jak np. Amanita subjunquillea var. alba i Amanita exitialis. Podobnie sprawa wygląda w Ameryce Północnej i Środkowej, gdzie muchomor jadowity nie występuje, a większość białych gatunków muchomorów, takich jak np. Amanita bisporigera, Amanita ocreata, Amanita magnivelaris, Amanita suballiacea, błędnie oznaczanych jest jako Amanita virosa i określana mianem "destroying angels" (niszczący anioł).
W Polsce gatunek rzadki. Znajduje się na Czerwonej liście roślin i grzybów Polski. Ma status V – zagrożony wymarciem. Znajduje się na listach gatunków zagrożonych także w Holandii.
Rośnie głównie w górskich lasach iglastych pod świerkami i sosnami, rzadziej w lasach mieszanych i liściastych pod bukami. Rośnie także pod brzozami i na bagnach. Pierre Neville i Serge Poumarat w opracowaniu "Amaniteae. Amanita, Limacella & Torrendia. Fungi Europaei vol. 9", zgłaszają ten gatunek pod bukiem zwyczajnym (Fagus sylvatica), kasztanem jadalnym (Castanea sativa), sosną (Pinus), świerkiem pospolitym (Picea abies) i jodłą pospolitą (Abies alba).

## Znaczenie
Grzyb mikoryzowy. Dla ludzi jest śmiertelnie trujący. Trujące oligopeptydy występujące w muchomorze jadowitym (fallotoksyny i amatoksyny, głównie alfa-amanityna), są identyczne jak w muchomorze zielonawym. Trucizny te powodują nieodwracalne uszkodzenie wątroby.

## Gatunki podobne
- Może być mylony z pieczarkami (Agaricus). U bardzo młodych pieczarek blaszki są białe, później jednak stają się różowe, a u starszych mają czekoladowy kolor, co odróżnia od siebie te grzyby. Tak więc niebezpieczeństwo pomylenia dotyczy tylko bardzo młodych pieczarek[5]. Ponadto muchomor jadowity ma na bulwie trzonu ruchomą pochwę, której nie posiadają pieczarki[6].
- Bardzo podobny jest muchomor wiosenny (Amanita verna), jednakże ma on kapelusz czysto biały oraz gładki trzon[4]. Istnieje także bardzo podobna, biała (albinotyczna) forma muchomora zielonawego (Amanita phalloides). Wszystkie te trzy białe muchomory są śmiertelnie trujące[6].
- Białe pochwiaki np. pochwiak okazały (Volvopluteus gloiocephalus) są podobne, jednak mają różowe blaszki, brakuje im pierścienia oraz bulwy na końcu trzonu. Różni się także miejscem występowania - pochwiaki bardzo rzadko występują w lasach[11].